# Жечо Гюмюшев
Жечо Петров Гюмюшев е български политик, антифашист, активист на Българската комунистическа партия.

## Биография
Жечо Гюмюшев е роден в Котел. Ангажира се в работническото движение в България през 1916. Мобилизиран е и воюва по време на Първата световна война, като взема участие и във войнишкото въстание през 1918. Следствен, но амнистиран, скоро след това Гюмюшев става член на областното ръководство на организацията на БКП във Варна (1924-1925).
През 1925 учи в институт в СССР и работи в Московския електрозавод (1929-1936). Воюва по време на Гражданската война в Испания (1937-1939) и във Великата Отечествена война. На 11 август 1941 г. при устието на река Камчия слиза заедно с още четири групи подводничари с цел диверсионни действия.
Жечо Гюмюшев загива при авиокатастрофа в Югославия през 1944.

## Памет
На Жечо Гюмюшев е наречена улица в квартал „Младост 3“ в София (Карта).